# Hauptstraße (Wennigsen)

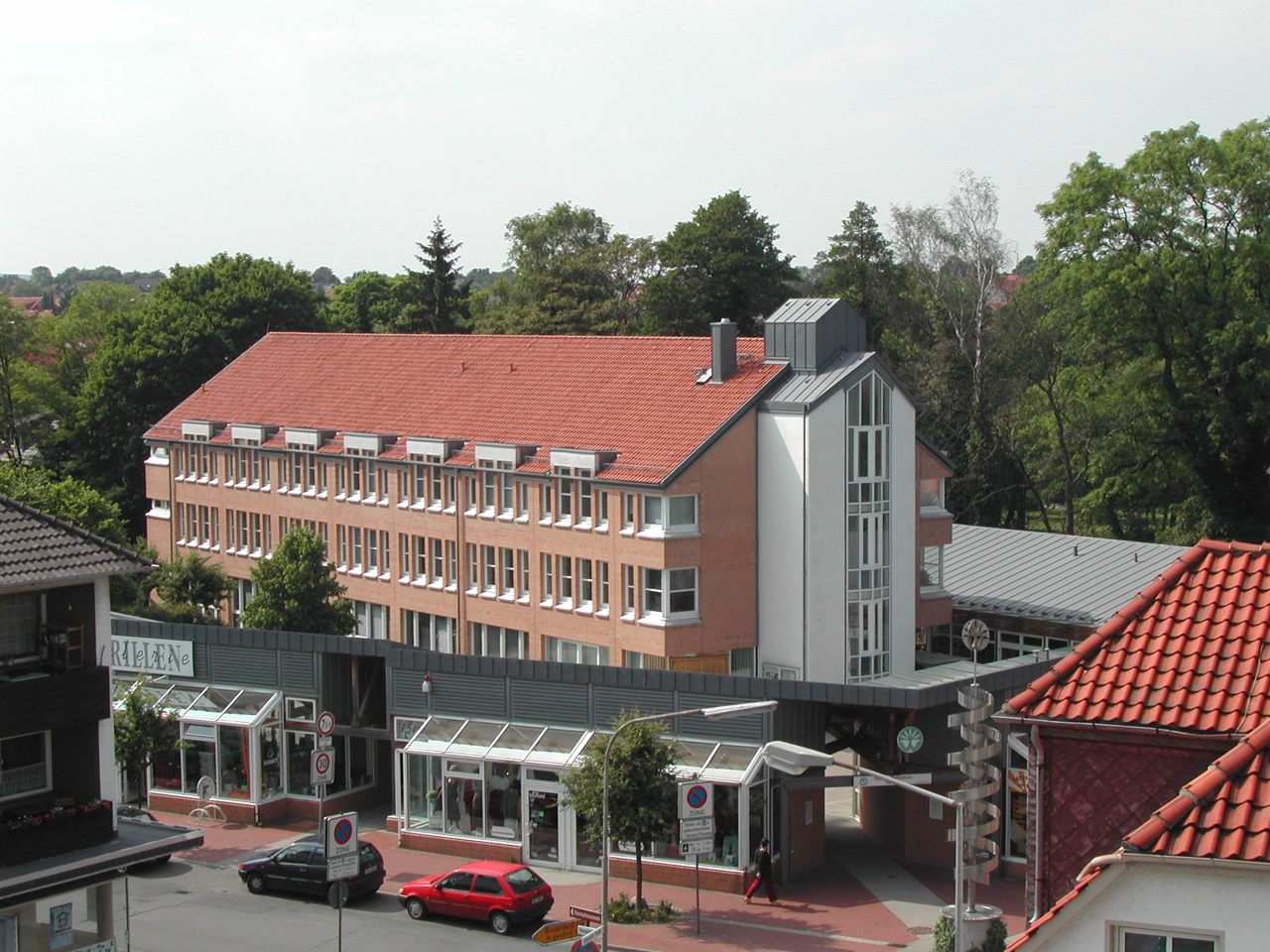
Rathaus der Gemeinde, Hauptstraße 1–2

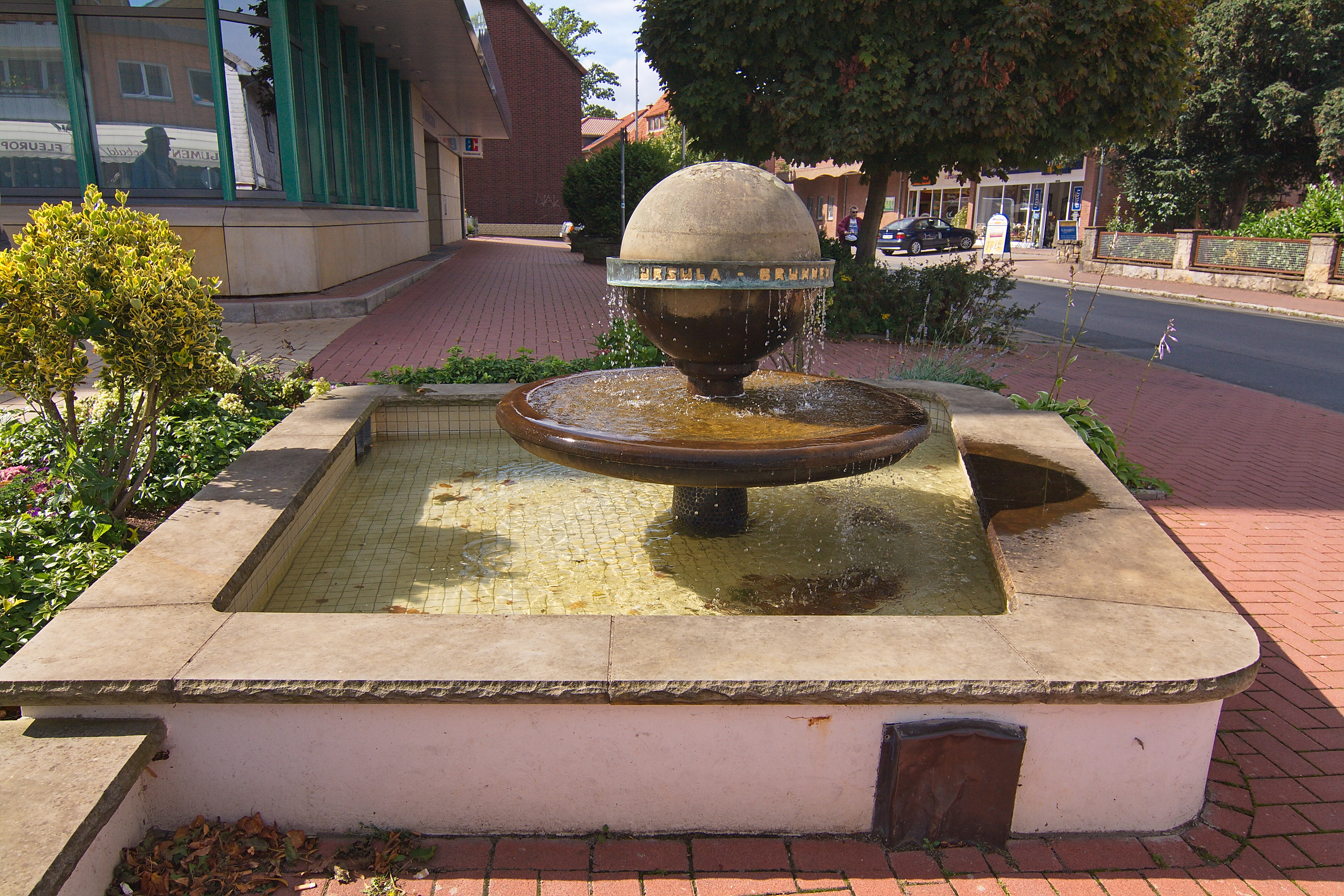
Ursula-Brunnen, Hauptstraße/Ecke Hagemannstraße

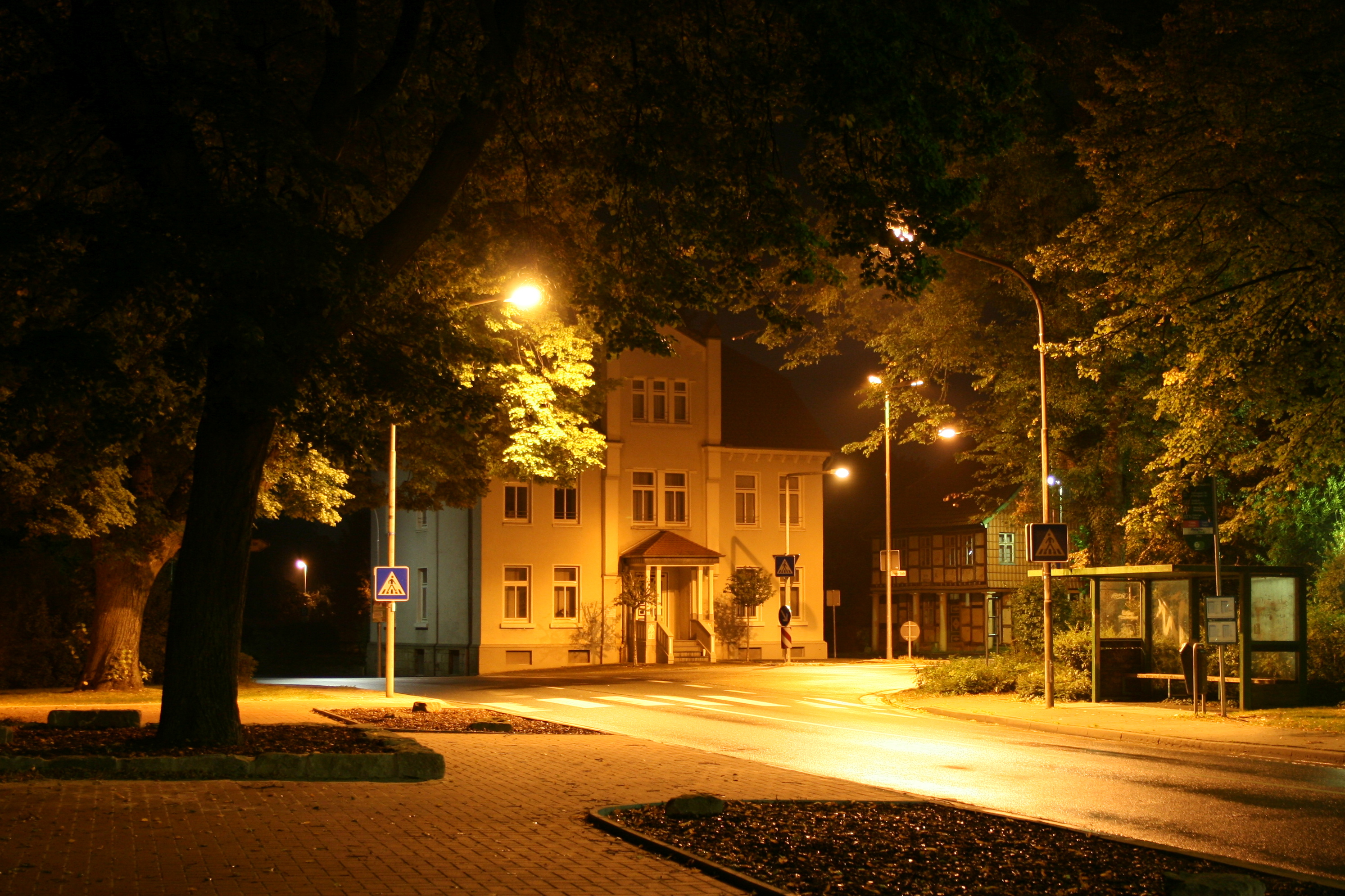
Kreuzung Hauptstraße / Sorsumer Straße mit altem Rathaus und Zollhaus

Die Hauptstraße ist die zentrale Straße des Kernortes Wennigsen der gleichnamigen Gemeinde Wennigsen. An ihrem Verlauf liegen fünf eingetragene Baudenkmale und zwei eingetragene Naturdenkmale sowie weitere ortsbildprägende Gebäude.

## Geschichte

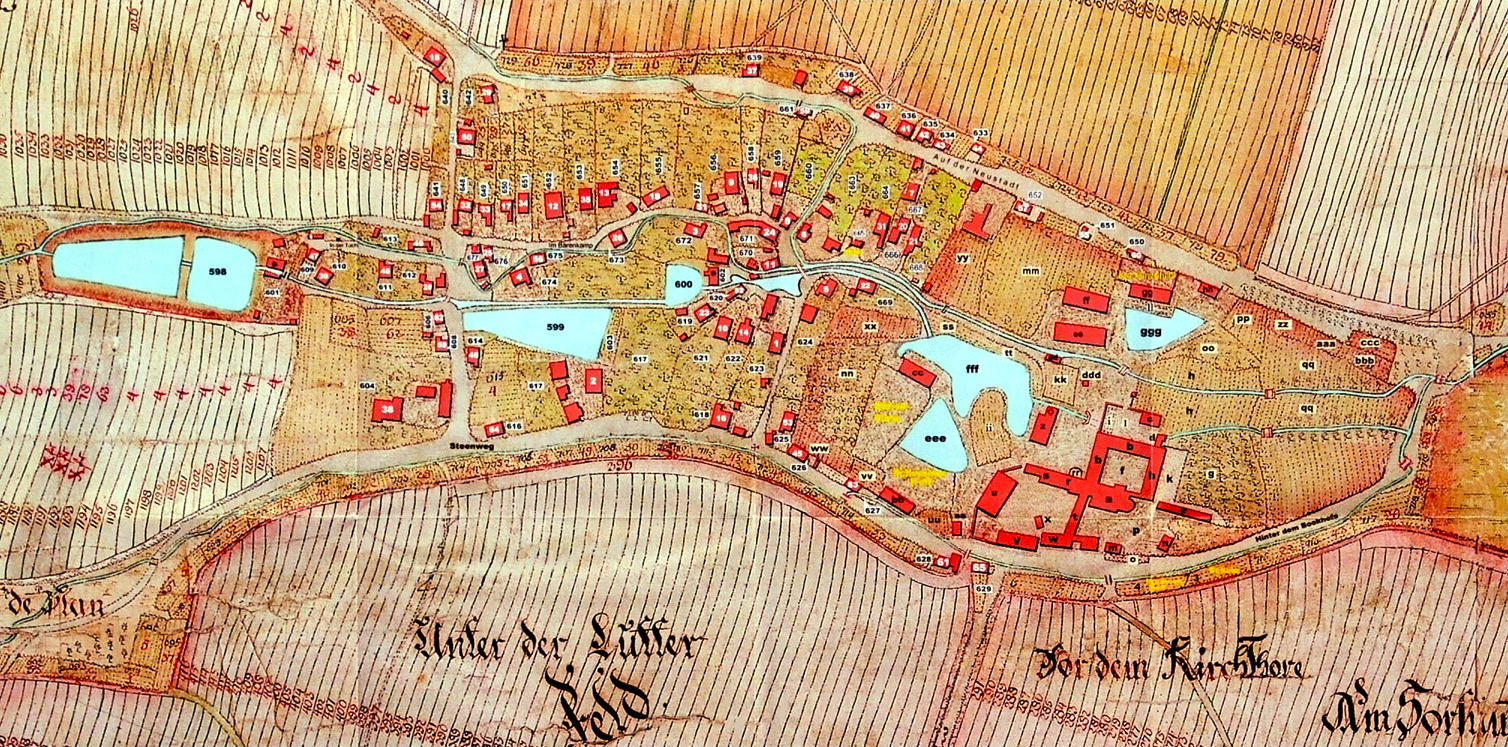
Willich-Karte Wennigsen von 1751

Ältester überlieferter Straßenname lautet Steinstraße. Dies dürfte am frühen Ausbau als Pflasterstraße gelegen haben. Um 1751 bildete sie den südlichen Rand der Bebauung des Ortes, lediglich an der Kreuzung mit der Straße nach Argestorf befanden sich 2 Häuser auf ihrer südlichen Straßenseite. Auch im Bereich nördlich der Kreuzung mit der Straße Im Bährenkamp (heute Bährenkampstraße) bildete sie den Abschluss der Bebauung, auf ihrer westlichen Seite befanden sich nur wenige Häuser, die direkt an der Straße standen. Der heutige Abschnitt nördlich der Kreuzung mit der Neustadtstraße (damals Auf der Neustadt) und Barsinghäuser Straße existierte zu diesem Zeitpunkt noch nicht.
Am 18. September 1874 wurde eines der sogenannten Kaisermanöver in Wennigsen abgehalten. Im Beisein des Kaisers Wilhelm I. und seiner beiden Nachfolger Friedrich III. und Wilhelm II. fand auf der Straße eine Truppenparade statt. Im Anschluss wurde die Straße in Kaiserstraße umbenannt. Eine weitere Umbenennung folgte in der Zeit des Nationalsozialismus. Eine Vielzahl an innerörtlichen Straßen in Wennigsen erhielten damals Namen, die im Zusammenhang mit der Diktatur standen. Aus der Hauptstraße wurde bis 1945 die Straße der SA. Nach dem Krieg erhielt der Abschnitt von der Argestorfer Straße bis zur Kreuzung Hülsebrinkstraße seinen heutigen Namen. Der nördliche Teil, ab der Kreuzung mit der Hülsebrinkstraße, hieß Deisterstraße. Da es im Zuge der Eingemeindung der umliegenden Ortschaften bereits eine Deisterstraße in Bredenbeck gab, wurde auch der nördliche Teil in Hauptstraße umbenannt.

## Baudenkmale

### Hase-Haus

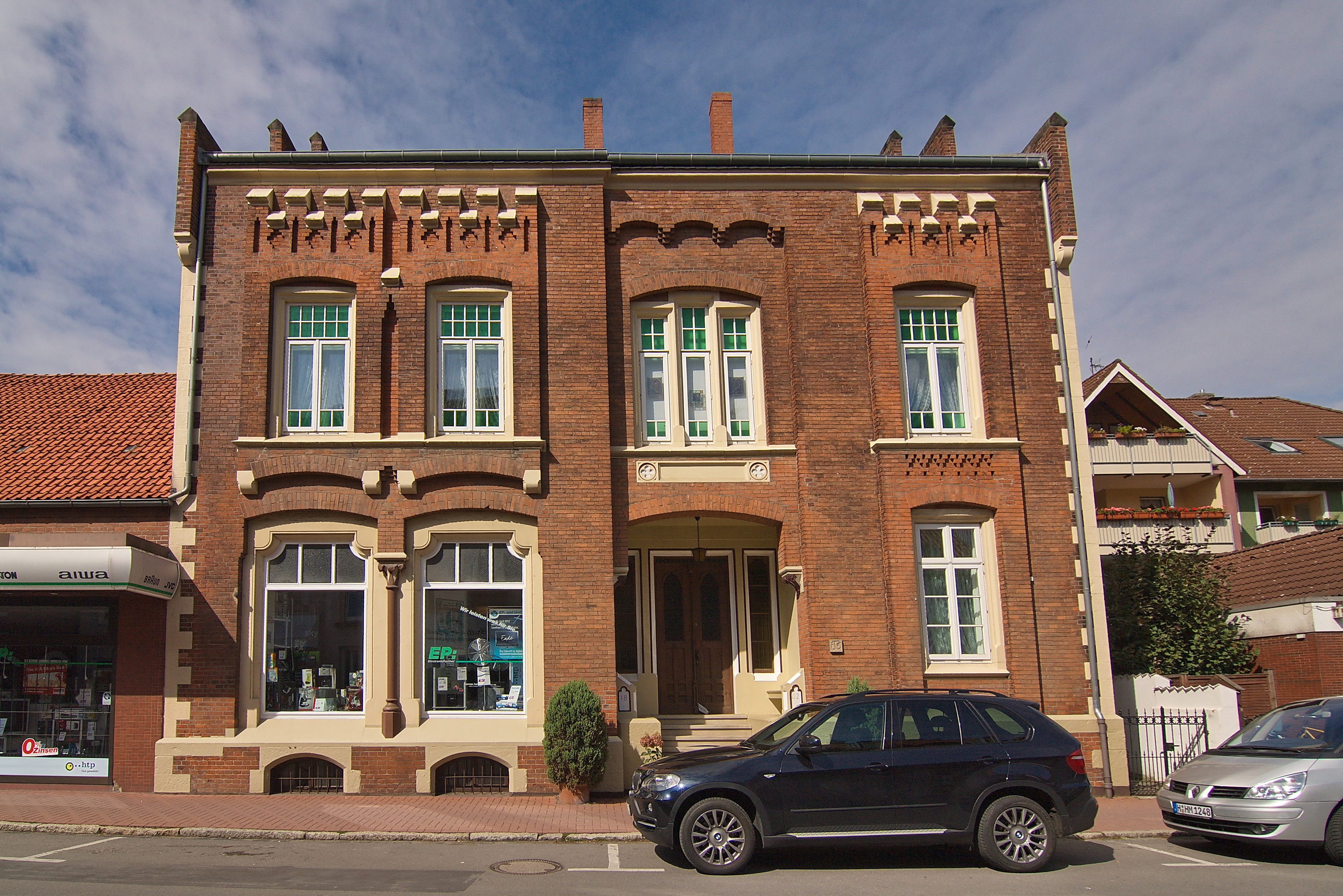
Wohnhaus von 1862

In der Hauptstraße 16 steht ein Wohn- und Geschäftshaus aus dem Jahr 1862. Es ist ein neugotischer, zweigeschossiger Gründerzeitbau in rotem Klinker. Der Entwurf stammt von Conrad Wilhelm Hase, dem Architekten der Marienburg. Es handelte sich um ein Einzelhandelsgeschäft, das im 19. und 20. Jahrhundert schrittweise erweitert wurde. Ursprünglich beherbergte es das 1856 gegründete Einzelhandelsgeschäft der Gebrüder Meyer, später die Firma Gustav Nolting. Bis 2019 war im westlichen Anbau ein Elektrogeschäft untergebracht.

### Ehemaliges Forsthaus

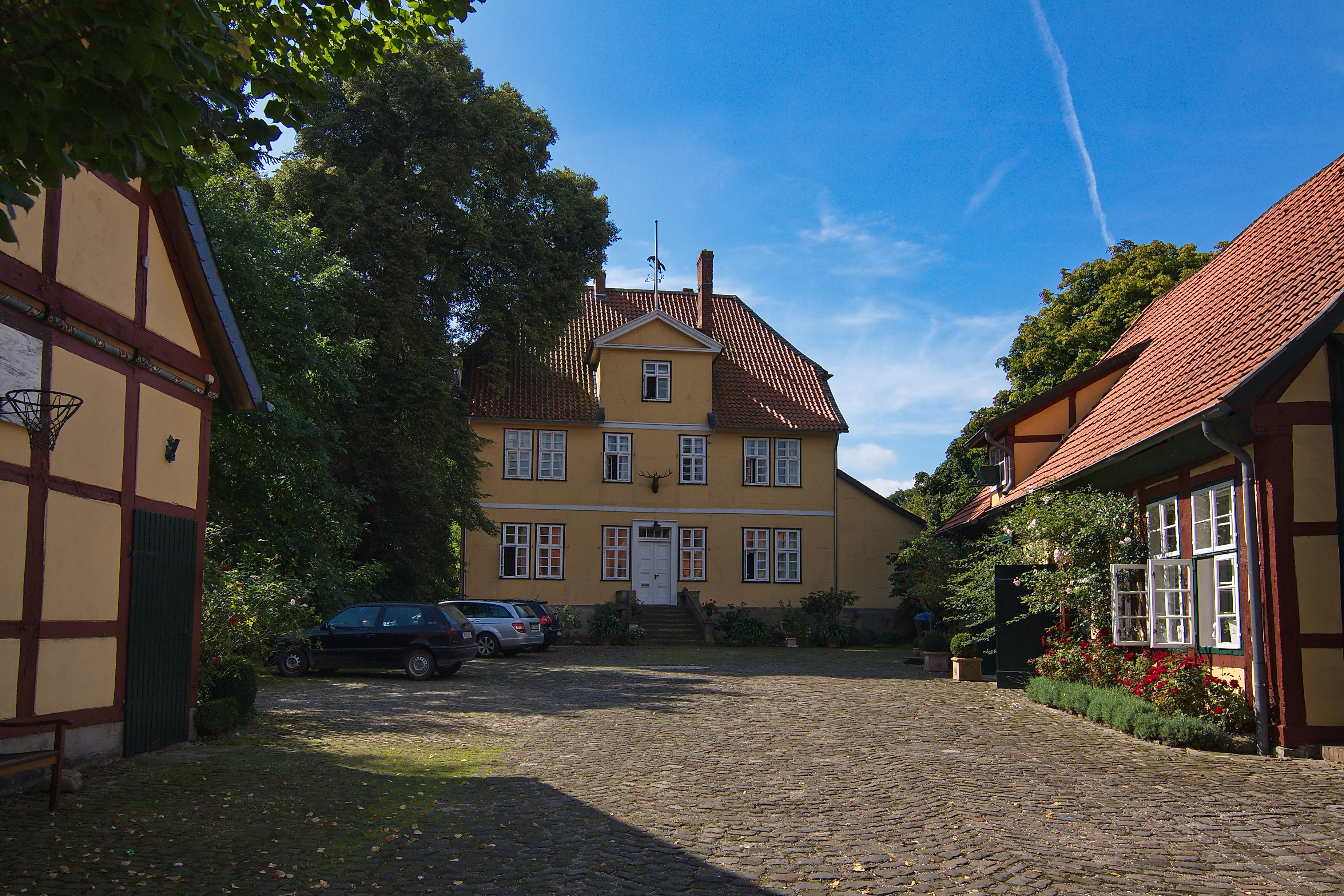
Altes Forsthaus

In der Hauptstraße 37 steht das ehemalige Klosterforsthaus; die dazugehörige Scheune und Gartenanlage finden sich in Hausnummer 35. Nach der Eigenständigkeit des Amtes Wennigsen 1817 wurde im Jahr 1830 das Forsthaus mit den dazugehörigen Nebenanlagen errichtet. Das Hauptgebäude ist heute ein privates Wohnhaus. In der ehemaligen Scheune ist eine Gastwirtschaft untergebracht. Gegenüber der ausgebauten Scheune findet sich der Dicke Stein, der früher den Weg zu den Steinkohlebergwerken im Deister wies.

### Ehemaliges Amtsgericht
Mit Gründung des Amtes Wennigsen erhielt der Verwaltungsbezirk 1852 ein eigenes Gericht für Zivilsachen und Freiwillige Gerichtsbarkeit. Acht Jahre später wurde das erste Gebäude des Wennigser Amtsgerichtes eröffnet. Es steht in der Hauptstraße 39 und dient heute als Praxis- und Wohnhaus. Das neue Amtsgericht findet sich unweit davon, an der Ecke Hauptstraße und Hülsebrinkstraße.

### Alte Post (abgerissen)
Auf der Liste der eingetragenen Kulturdenkmale findet sich nachrichtlich noch das alte Kaiserliche Postamt, das in den 1990er Jahren abgerissen wurde. Es befand sich in der Hauptstraße 12.

### Dicker Stein
Am früheren Ende der Straße, heute die Kreuzung Hülsebrinkstraße, stand seit 1828 der Dicke Stein als Wegweiser der hier abknickenden Egestorffschen Kohlenstraße zwischen der Hamelner Chaussee und dem Georgsplatz. Das Baudenkmal wurde beim Ausbau der Kreuzung in den 1970er Jahren vor den Zaun des neuen Amtsgerichts versetzt.

## Naturdenkmale
- Ortsbild prägende Eiche (ND-H 151), Hauptstraße, Einfahrt zum Supermarktparkplatz
- Ortsbild prägende Blutbuche (ND-H 152), Hülsebrinkstraße, Ecke Hauptstraße

## Monumente
- Ursulabrunnen

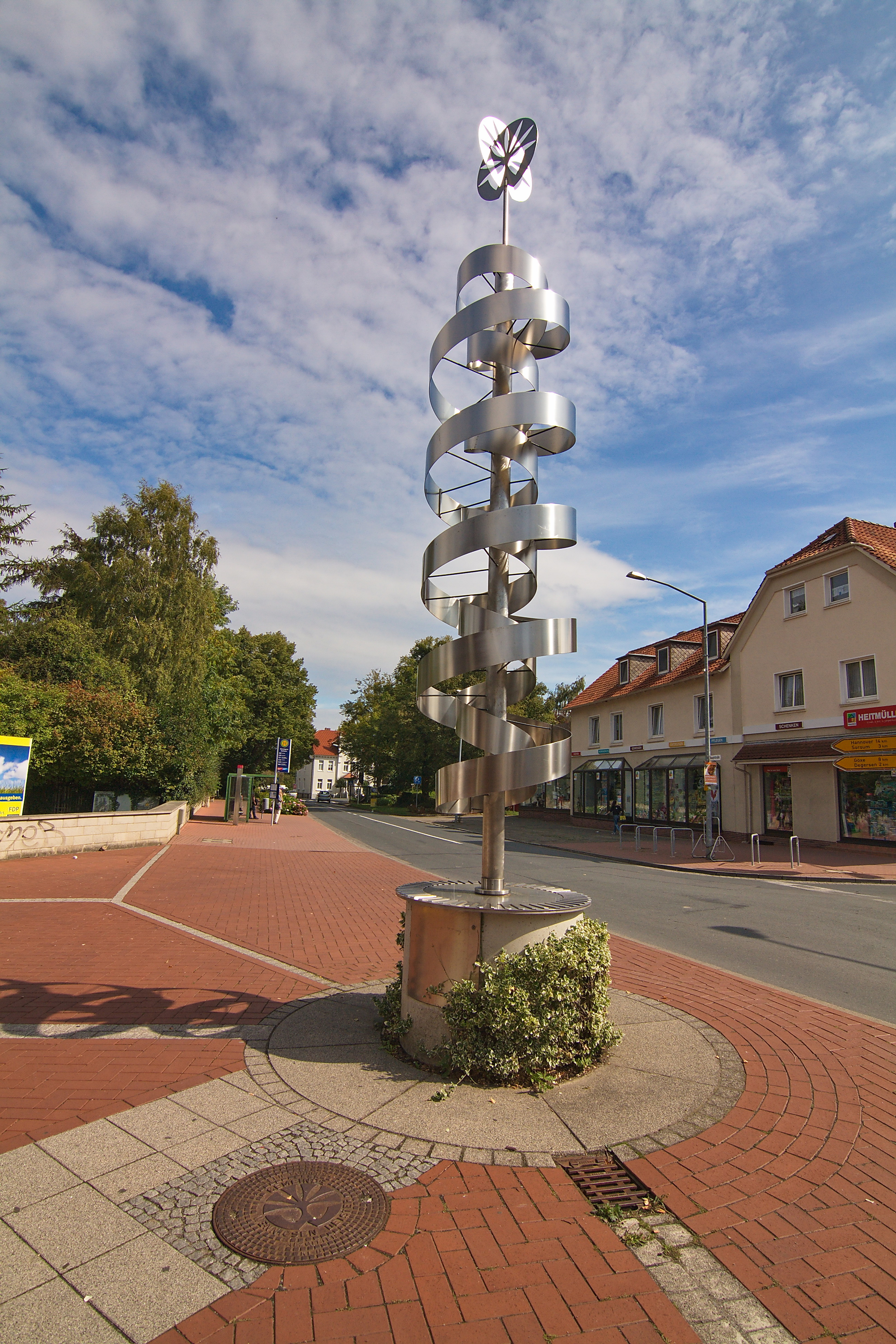
Doppelhelix, Kreuzung Hauptstraße

- Doppelhelix, entworfen von Hugo Kükelhaus
- Sonnenuhr, entworfen von Erich Pollähne

## Sanierungsgebiet

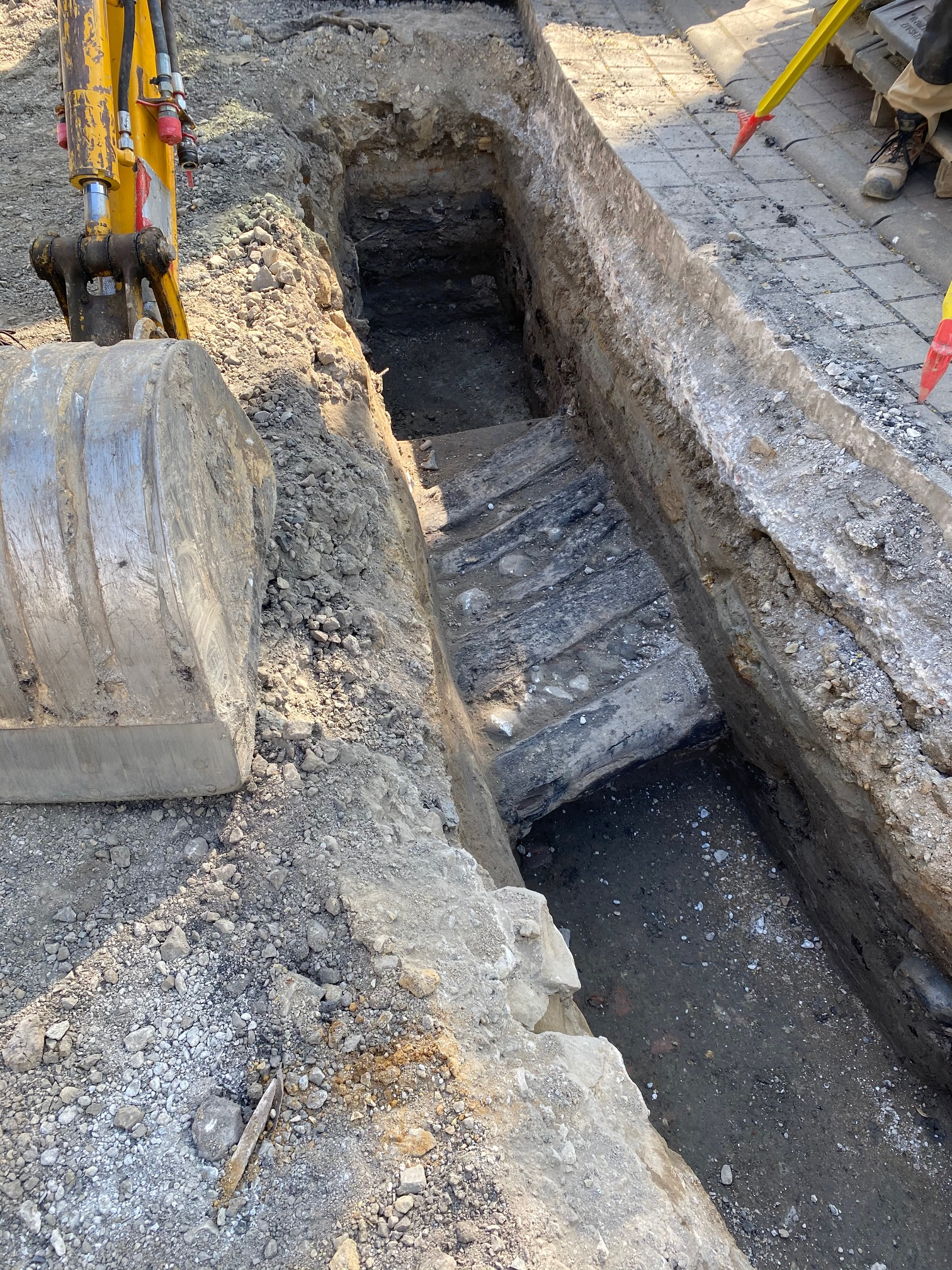
Archäologische Grabungen 2020

Die Hauptstraße ist Teil des Sanierungsgebietes Ortsmitte Wennigsen. Ziel ist die umfangreiche Sanierung des Ortskernes. Nach Erarbeitung eines Integrierten Stadtentwicklungskonzeptes (ISEK) startete die Baumaßnahme im März 2020 im Bereich der zentralen Kreuzung (umgangssprachlich Kreuzung Heitmüller). Sowohl die oberirdische als auch unterirdische Infrastruktur wird dabei erneuert. Die Maßnahme soll im Jahr 2022 abgeschlossen sein. In diesem Zuge werden auch archäologische Sondierungen durchgeführt. Diese führten u. a. zum Auffinden von Brückenresten jener Bachquerung, die im Plan von 1751 aufgeführt ist.

## Verkehr
Die Hauptstraße als innerörtliche Hauptverkehrsstraße trägt derzeit eine Verkehrslast von rund 5500 bis 6100 Kraftfahrzeugen pro Tag. Die Straße wurde in den 1990er Jahren von einer Landesstraße zu einer Gemeindestraße abgestuft und ist auf 30 km/h zulässige Höchstgeschwindigkeit beschränkt. Sie ist eine der Haupteinkaufsstraßen der Gemeinde. An ihr liegen zwei Bushaltestellen. Zudem ist sie Teil des Radverkehrsaktionsprogrammes der Gemeinde Wennigsen (Deister).